# Brañosera
Brañosera település Spanyolországban, Palencia tartományban. Brañosera Hermandad de Campoo de Suso, Valdeolea, Aguilar de Campoo, Barruelo de Santullán, San Cebrián de Mudá, Cervera de Pisuerga és La Pernía községekkel határos. Lakosainak száma 253 fő (2024).

## Népesség
A település népessége az elmúlt években az alábbi módon változott:
| Lakosok száma | 287  | 284  | 267  | 259  | 233  | 220  | 250  | 271  | 252  | 253  |
|               | 2001 | 2004 | 2007 | 2009 | 2012 | 2014 | 2017 | 2019 | 2022 | 2024 |